# Prodromus stirpium in horto ad Chapel Allerton vigentium
Prodromus stirpium in horto ad Chapel Allerton vigentium (abreviado Prodr. Stirp. Chap. Allerton) es un libro con ilustraciones y descripciones botánicas que fue escrito por el botánico y pteridólogo inglés Richard Anthony Salisbury y publicado en Londres en el año 1796.